# 岡田晃 (外交官)
岡田 晃（おかだ あきら、1918年（大正7年）1月5日 - 2017年2月6日）は、日本の外交官。従三位。享年99歳

## 略歴・人物
北海道美唄市出身。立憲民政党所属の衆議院議員・岡田春夫の次男として生まれる。兄は、日本社会党所属の衆議院議員・衆議院副議長を務めた2代目・岡田春夫。実姉は石澤千恵子（旧姓：岡田）。
旧制岩見沢中学校、東亜同文書院を経て、1942年東北帝国大学法文学部卒業。卒業後、ただちに外務省に入省し、中華民国に駐在した。
中国経験が長く中国語に堪能で、中華人民共和国との国交樹立に一貫して積極的だったことで知られた。回想録である『水鳥外交秘話』では、米中接近の兆候を香港総領事時代に察知し、本国に報告していたことを明かしている。
本省中国課長、アジア局外務参事官、欧亜局外務参事官などを歴任する。その後、在香港総領事、駐ブルガリア特命全権大使、駐スイス特命全権大使などを務めた。1983年に退官。

## 著書
- 『水鳥外交秘話』（中央公論社、1983年）
- 『香港――過去・未来・現在』（岩波書店［岩波新書 黄版］、1985年）

関連書籍
- 塩田純『尖閣諸島と日中外交　証言・日中米「秘密交渉」の真相』（講談社、2017年）
- 岡田充『尖閣諸島問題　領土ナショナリズムの魔力』（蒼蒼社、2012年）